# Чавчанидзе, Джульетта Леоновна
Джулье́тта Лео́новна Чавчани́дзе (род. 3 мая 1937, Тбилиси, Грузинская ССР, СССР) — советский и российский литературовед-германист, специалист по немецкой и австрийской литературе XIX века, проблемам европейского романтизма и межнациональным литературным связям. Доктор филологических наук (1995). Одна из авторов «Большой российской энциклопедии».

## Биография
Родилась 3 мая 1937 года в Тбилиси, в 1961 году окончила Московский государственный педагогический институт. Преподавала в средней школе. В 1969 году защитила диссертацию на соискание учёной степени кандидата филологических наук по теме «Некоторые особенности художественного образа и сюжета Э. Т. А. Гофмана».
В 1970—1978 годы работала в Академии педагогических наук СССР.
В 1978—1992 годы преподавала в Московском институте культуры.
В 1982 году присвоено учёное звание доцента.
В 1992—1993 годы преподавала в Российском государственном гуманитарном университете.
С 1993 года преподаёт на кафедре истории зарубежной литературы филологического факультета МГУ имени М. В. Ломоносова, с 1994 года — доцент, с 2002 года — профессор.
В 1995 году в МГУ имени М. В. Ломоносова защитила диссертацию на соискание учёной степени докторская филологических наук по теме «Феномен искусства в немецкой романтической прозе: средневековая модель и её разрушение» (специальность 10.01.05 — Литературы народов Европы, Америки и Австралии); официальные оппоненты — доктор филологических наук, профессор И. В. Карташова, доктор филологических наук, профессор В. Д. Седельник и доктор филологических наук, профессор Г. Н. Храповицкая; ведущая организация — кафедра зарубежной литературы Российского государственного педагогического университета имени А. И. Герцена. В 1997 году издана в виде отдельной монографии.

## Научная деятельность
Подготовила учебное пособие «Изучение зарубежной литературы в школе» (1982, в соавторстве с С. В. Тураевым)
Основные научные интересы Чавчанидзе лежат в области немецкой литературы XVIII—XIX веков, а также немецких средневековых авторов. В издательской серии «Литературные памятники» выступила ответственным редактором томов Франца Грильпарцера (2005) и Мехтильды Магдебургской (2008). С предисловиями Чавчанидзе выходили издания Вальтера фон дер Фогельвейде, Фридриха де ла Мотт Фуке, Гофмана.

## Научные труды

### Монографии
- Феномен искусства в немецкой романтической прозе: средневековая модель и её разрушение. — М. : Издательство Московского университета, 1997. — 296 с. ISBN 5-211-03915-7

### Учебные издания
- Изучение зарубежной литературы в школе: Пособие для учащихся (8-10 кл.). — М., 1982.

### Статьи
- «Итальянский сюжет» Э. Т. А. Гофмана // Вопросы литературы и методики её преподавания. — Рязань, 1970.
- Традиции просветительского и романтического изображения личности в романах Достоевского («Преступление и наказание», «Братья Карамазовы») // Взаимодействие литературных направлений. — Днепропетровск, 1973.
- Романтический мир Э. Т. А. Гофмана // Э. Т. А. Гофман. Удивительные истории. — М., 1976.
- К концепции искусства в позднем немецком романтизме (рассказ Э. Т. А. Гофмана «Разбойники») // Реализм и художественные искания в зарубежной литературе. — Воронеж, 1980.
- Флобер // История зарубежной литературы XIX в. — М., 1982.
- Романтический роман Э. Т. А. Гофмана // Художественный мир Э. Т. А. Гофмана. — М., 1982.
- Гёте в эпоху романтизма // История зарубежной литературы XIX в. — М., 1982.
- Автобиографический жанр в творчестве Гёте // Известия АН СССР. Серия литературы и языка. — 1983. — № 1.
- «Поэзия и правда» Гёте — произведение эпохи романтизма // Гётевские чтения. — М., 1984.
- Куртуазный поэт на исходе рыцарской эпохи // Вальтер фон дер Фогельвейде. Стихотворения. — М., 1985.
- Особенности романтического миропонимания Фуке // Миропонимание и творчество романтиков. — Калинин, 1986.
- Шекспир в творчестве Э. Т. А. Гофмана // Филологические науки. — 1987. — № 7.
- В. Г. Белинский и немецкий романтизм // В. Г. Белинский и литературы Запада. — М., 1990.
- Романтическая сказка Фуке // Фридрих де ла Мотт Фуке. Ундина. — М., 1990.
- Пространственно-временной монтаж в романе Вольфрама фон Эшенбаха «Парцифаль» // Западный романтизм. Пространство и время. — Даугавпилс, 1991.
- Средневековые элементы в повести Эйхендорфа «Из жизни бездельника» // Проблемы метода и поэтики в зарубежных литературах XIX—XX вв. — Пермь, 1989.
- Средневековый архетип в творчестве немецкий романтиков (образ женщины) // Вестник Московского университета. Сер. 9. Филология. — 1992. — № 2.
- Средневековое наследие в переписке йенских романтиков // Лирическая проза. Проблемы истории зарубежных литератур. Мемуарная и эпистолярная проза. Вып. 4. — СПб.: Издательство Санкт-Петербургского университета, 1993.
- Два романа штауфенской классики // Проблема жанра в средневековой литературе. — М., 1994.
- Функция литературного имени в произведениях немецкого романтизма // Ломоносовские чтения 1994. — М., 1994.
- Оппозиция «учитель — ученик» в прозе йенских романтиков // Вестник Московского университета. Сер. 9. Филология. — 1995. — № 5.
- Романтизм и Средневековье: вариант диалога художественных эпох // Научные доклады филологического факультета МГУ. Вып. 1. — М., 1996.
- Автобиографизм в произведениях поздних немецких романтиков // От барокко до постмодернизма. — Днепропетровск, 1997.
- Пародия и соотношение жанров в эпоху романтизма («Разбойники» — драма Шиллера и рассказ Э. Т. А. Гофмана) // Пародия в русской и зарубежной литературе. — Смоленск, 1997.
- Пародия или эстетическое эссе? («Ночные бдения Бонавентуры» и «Мёртвый осёл и гильотинированная женщина» Ж. Жанена) // Сквозь шесть столетий. Метаморфозы литературного сознания. В честь 75-летия Л. Г. Андреева. — М., 1997.
- Искусство и правда жизни в концепции немецких романтиков // Известия РАН. Серия литературы и языка. — 1998. — Т. 55. — № 5.
- Некоторые аспекты изучения средневековой литературы в немецком литературоведении // Литературоведение на пороге XXI века. — М., 1998.
- Г. Гейне: хвала нашему достопочтенному предку Мартину Лютеру // Вiд барокко до постмодернiзму. — Днiпропетровск, 1999.
- Силуэт Германии на страницах Пушкина // Университетский пушкинский сборник. — М., 1999.
- Саморефлексия эпохи в отражении немецкой куртуазной поэзии // На границах. Зарубежная литература от Средневековья до современности. — М., 2000.
- Романтический канон и его разрушение // Вестник Литературного института. — 2002. — № 3.
- Культура и язык: «чужое» в восприятии А. Шамиссо // Мир романтизма. — Вып. 8. — Тверь, 2001.
- Рахель Фарнхаген: знакомство с Гёте // Художественный текст: современные интерпретации. — Калининград: Балтийский федеральный университет имени Иммануила Канта, 2001.
- Бидермейер в новелле Э. Т. А. Гофмана «Мастер Иоганн Вахт» (К вопросу о позиции литературы в культуре эпохи). // Литература в культурно-историческом и языковом контексте. Институт языкознания РАН. — М., 2008.
- Немецкоязычный автор в ситуации становления реализма. // Лики времени. Сборник статей памяти Л. Андреева. — М., 2009.
- Оппозиция «романтическое — классическое» в суждениях Гёте и Пушкина // Вiд барокко до постмодернизму. Вiп. XIII. — Днiпропетровськ, 2009.
- Писатель и читатель в «Серапионовых братьях» Э. Т. А. Гофмана // Русская германистика. — Т. V. — М. 2009.
- Пространственно-временные границы культуры в произведении «сдвоенного» жанра (А. Шамиссо. Путешествие вокруг света). // Дань сердца и ума. Сборник научных трудов, посвящённых юбилею А. Б. Ботниковой. — Воронеж, 2009.
- Рахель Фарнхаген и две тенденции времени // Русская германистика. — 2011. — Т. VIII.
- Рахель Фарнхаген и её письма // Балтийский филологический курьер. — 2011. — № 8.
- Романтизм и классика в размышлениях Гёте и Пушкина // Русская литература. — 2011. — № 1.
- Романтическая сказка Фуке // Фридрих де ла Мотт Фуке. Ундина. — СПб. 2011.
- Модель эстетического измерения в полемике с романтизмом (Грильпарцер и Пушкин: сходство суждений). // Модели в современной науке. — Калининград, 2010.
- Гёте в «другую» эпоху. // Немецкая литература: единство и многообразие. Сборник статей к 75-летию В. Д. Седельника. — М.: ИМЛИ РАН, 2011.
- Новый этап национальной немецкой культуры: бидермейер. // Культурно-историческая парадигма и языковые процессы. — М., 2011.
- Судьба человека и genius loci. // Балтийский акцент. — 2012. — № 4.
- Читатель и писатель: «немецкое» понятие Пушкина // Вестник Московского университета. Серия 9. Филология. — 2013. — № 2.
- О беллетристичности и философичности сочинений Э. Т. А. Гофмана. // Известия РАН. Серия литературы и языка. — 2013. — Т. 72. — № 2.

### Большая Российская энциклопедии
- Бодмер, Иоганн Якоб / Чавчанидзе Д. Л. // «Банкетная кампания» 1904 — Большой Иргиз [Электронный ресурс]. — 2005. — С. 668. — (Большая российская энциклопедия : [в 35 т.] / гл. ред. Ю. С. Осипов ; 2004—2017, т. 3). — ISBN 5-85270-331-1.
- Брентано Клеменс : [арх. 15 июня 2024] / Чавчанидзе Д. Л. // Большой Кавказ — Великий канал [Электронный ресурс]. — 2006. — С. 193. — (Большая российская энциклопедия : [в 35 т.] / гл. ред. Ю. С. Осипов ; 2004—2017, т. 4). — ISBN 5-85270-333-8.
- Вальтер фон дер Фогельвейде : [арх. 3 января 2023] / Чавчанидзе Д. Л. // Большой Кавказ — Великий канал [Электронный ресурс]. — 2006. — С. 559. — (Большая российская энциклопедия : [в 35 т.] / гл. ред. Ю. С. Осипов ; 2004—2017, т. 4). — ISBN 5-85270-333-8.
- Виланд, Кристоф Мартин : [арх. 15 июня 2024] / Чавчанидзе Д. Л. // Великий князь — Восходящий узел орбиты [Электронный ресурс]. — 2006. — С. 314. — (Большая российская энциклопедия : [в 35 т.] / гл. ред. Ю. С. Осипов ; 2004—2017, т. 5). — ISBN 5-85270-334-6.
- Вольфрам фон Эшенбах : [арх. 15 июня 2024] / Чавчанидзе Д. Л. // Великий князь — Восходящий узел орбиты [Электронный ресурс]. — 2006. — С. 694. — (Большая российская энциклопедия : [в 35 т.] / гл. ред. Ю. С. Осипов ; 2004—2017, т. 5). — ISBN 5-85270-334-6.
- Гартман фон Ауэ : [арх. 15 июня 2024] / Чавчанидзе Д. Л. // Восьмеричный путь — Германцы [Электронный ресурс]. — 2006. — С. 421. — (Большая российская энциклопедия : [в 35 т.] / гл. ред. Ю. С. Осипов ; 2004—2017, т. 6). — ISBN 5-85270-335-4.
- Грильпарцер, Франц : [арх. 3 декабря 2022] / Чавчанидзе Д. Л. // Григорьев — Динамика [Электронный ресурс]. — 2007. — С. 10. — (Большая российская энциклопедия : [в 35 т.] / гл. ред. Ю. С. Осипов ; 2004—2017, т. 8). — ISBN 978-5-85270-338-5.
- Йенский романтизм : [арх. 4 января 2023] / Чавчанидзе Д. Л. // Исландия — Канцеляризмы [Электронный ресурс]. — 2008. — С. 280. — (Большая российская энциклопедия : [в 35 т.] / гл. ред. Ю. С. Осипов ; 2004—2017, т. 12). — ISBN 978-5-85270-343-9.
- Опиц, Мартин : [арх. 21 февраля 2023] / Чавчанидзе Д. Л. // Океанариум — Оясио [Электронный ресурс]. — 2014. — С. 247. — (Большая российская энциклопедия : [в 35 т.] / гл. ред. Ю. С. Осипов ; 2004—2017, т. 24). — ISBN 978-5-85270-361-3.

## Научная редакция
- Грильпарцер Ф. Автобиография / Отв. ред., сост., научн. ст., прим. М., 2005